# Euochin japonica
Espèce
Euochin japonica est une espèce d'araignées aranéomorphes de la famille des Salticidae.

## Distribution
Cette espèce est endémique de l'archipel Nansei au Japon,. Elle se rencontre sur Okinawa-jima, Suwanose-jima, Akuseki-jima, Amami ō-shima et Tokuno-shima.

## Description
La femelle holotype mesure 3,90 mm et le mâle paratype 2,75 mm, les mâles mesurent de 2,43 à 3,12 mm et les femelles de 3,20 à 3,90 mm.

## Systématique et taxinomie
Cette espèce a été décrite par Suguro en 2024.

## Étymologie
Son nom d'espèce lui a été donné en référence au lieu de sa découverte, le Japon.

## Publication originale
- Suguro & Moriguchi, 2024 : « Two new species in the genus Euochin Prószyński 2018 (Araneae: Salticidae) from the Nansei Islands, Japan. » Acta Arachnologica, vol. 73, no 1, p. 9-15 (texte intégral).